# モンスターレーダー
『モンスターレーダー』 (MONSTER RADAR)は、2011年12月17日に発売されたPetaMap開発、ソニー・コンピュータエンタテインメント販売によるPlayStation Vita専用ソフト。PlayStation Vitaのローンチタイトルの1つである。
『x-Radar portable』の実質的な続編にあたる位置情報ゲーム。同作の機能を継承しつつ、タッチスクリーンやカメラなどPS Vitaに搭載された機能を使うことで遊びの幅をより拡げている。2012年11月21日より、新しい機能を追加した『モンスターレーダープラス』を無料配信。

## 機能
位置情報の取得に関しては、3G/WiFi版とWiFi版では仕様が若干異なる。モンスターを捕獲して全国のプレイヤーと協力して数を増やす。

## バージョン
バージョン1.02
2011年12月29日公開
- モンスターを長押しすると掴める動作を追加。
- モンスターを撫でて成長値が上がった際に数値を表示。
- バキュームを装備すると、壊れるまで、もしくは外すまで装備状態が継続される仕様に変更。
- 現在地が取得できないときでも、前回取得した場所でモンスターが検出できる仕様に変更。
- 現在地取中に「おまちください」が消えない不具合を解消。
- 効果音（BGM）を追加。
- レイアウトなどのデザインを一部修正。

バージョン1.03（最新版）
2012年3月21日公開
- スクリーンショットに対応。
- ミュージックアプリで曲の再生中にBGMを停止する機能を追加。
- 保育器で「モンザブロックX」を投薬できるようになり、デザインも変更。
- モンスターの脱走時にモンスター名を表示される仕様に変更。
- モンスターの進化時に着せ替えアイテムがリセットしてしまう事例を改善。
- 保育器、ICU、モンスターマーケットでのメニューの並びを改善。
- ホームセンターで、所有する「アイテムリスト」を参照できるようにメニューを追加。
- メニューの上下ボタンを長押しすると連続押下として動作するように改善。
- イントロダクションについて、研究所名と研究員の入力フォームのデザインを改善。
- 有しているアイテムが保育器で使えない不具合を解消。
- 一部のトロフィーが取得できない不具合を解消。
- レイアウトなどのデザインを一部修正。